# Eucalyptus silvestris
Eucalyptus silvestris är en myrtenväxtart som beskrevs av K. Rule. Eucalyptus silvestris ingår i släktet Eucalyptus och familjen myrtenväxter. Inga underarter finns listade i Catalogue of Life.